# Dolina Szwajcarska

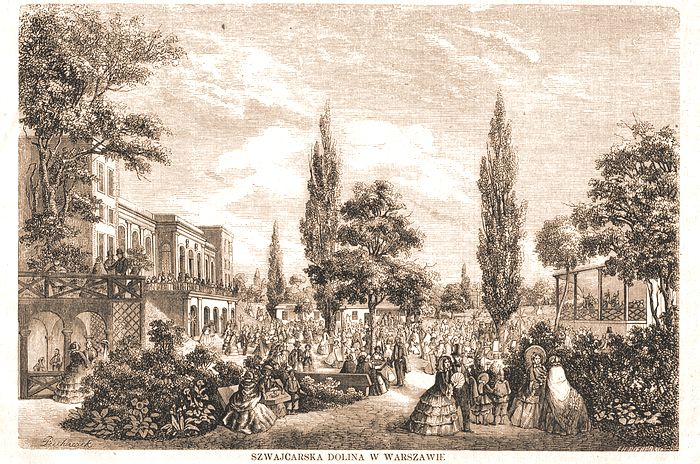
Dolina Szwajcarska, 23 czerwca 1860

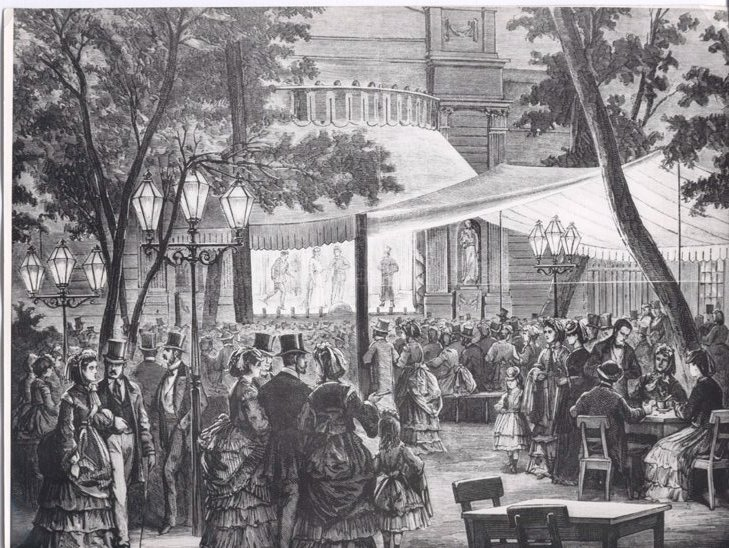
Występ Teatru Ogródkowego w Dolinie Szwajcarskiej, II poł. XIX w.

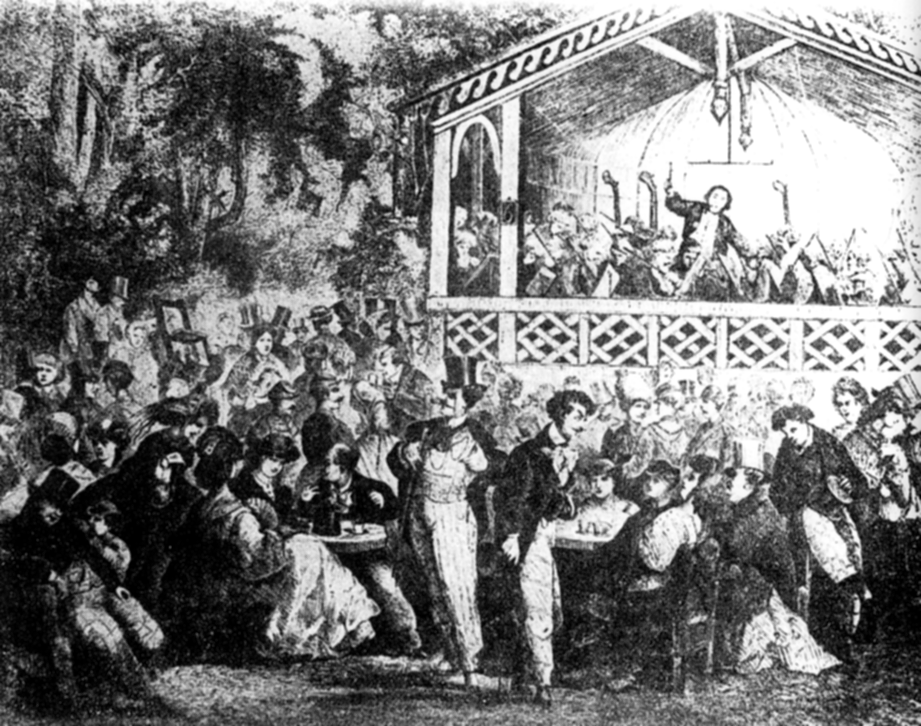
Koncert Bilsego w Dolinie Szwajcarskiej, II poł. XIX w.

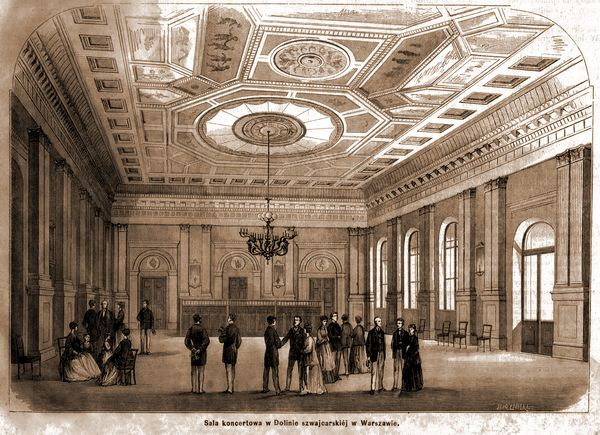
Sala Koncertowa w Dolinie Szwajcarskiej, 28 V 1870

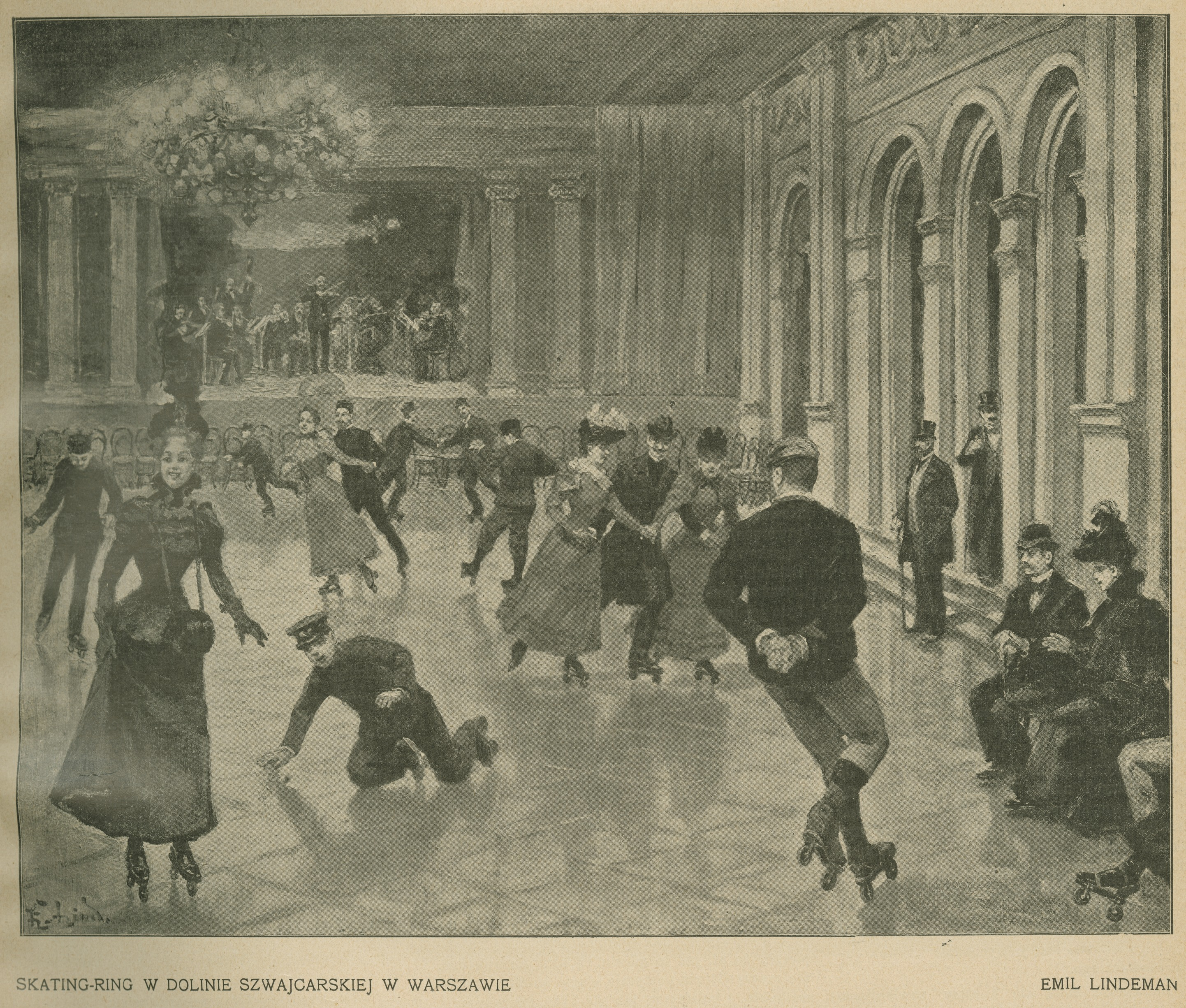
Wrotkowisko w Salonie Wielkiej Alei w Dolinie Szwajcarskiej, II poł. XIX w.

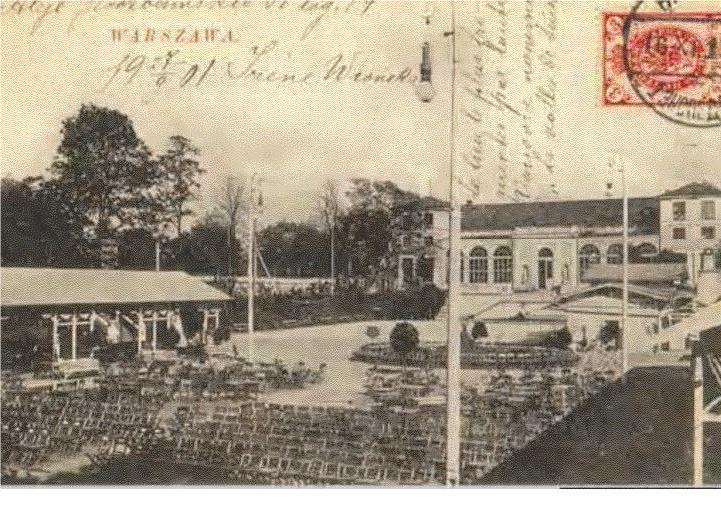
Dolina Szwajcarska, ok. 1901

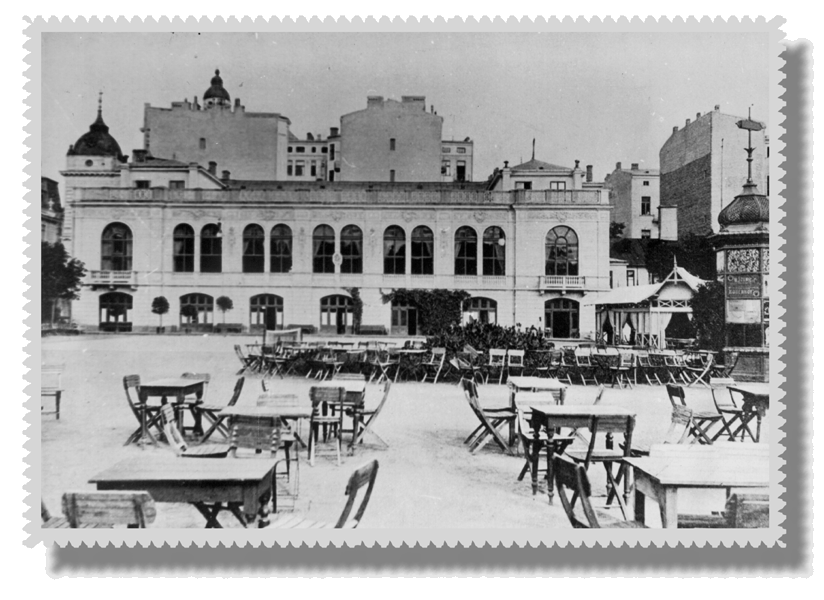
Dolina Szwajcarska, lata 20. XX w.

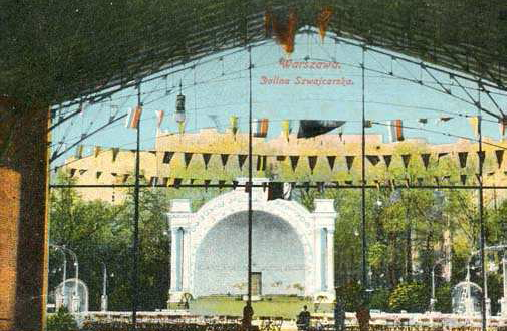
Muszla Koncertowa w Dolinie Szwajcarskiej w Warszawie, lata 30. XX w.

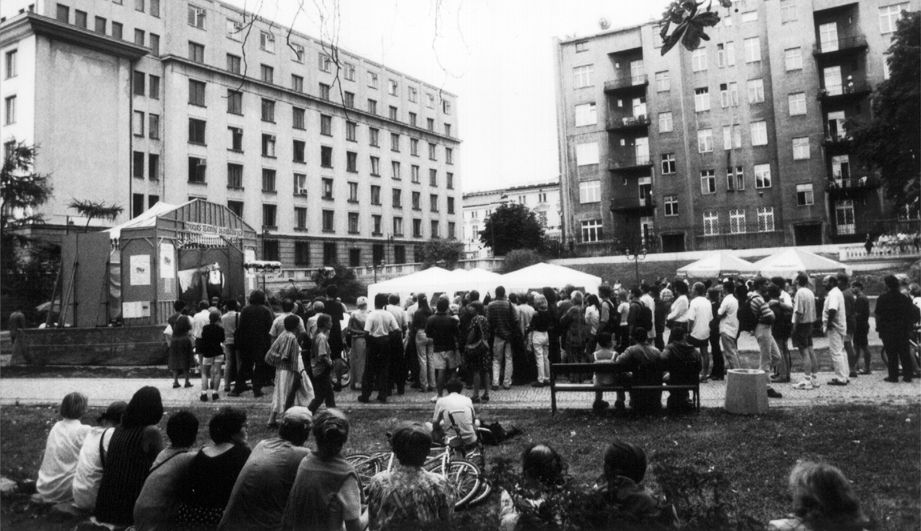
VIII KTO w Dolinie Szwajcarskiej, lipiec 1998

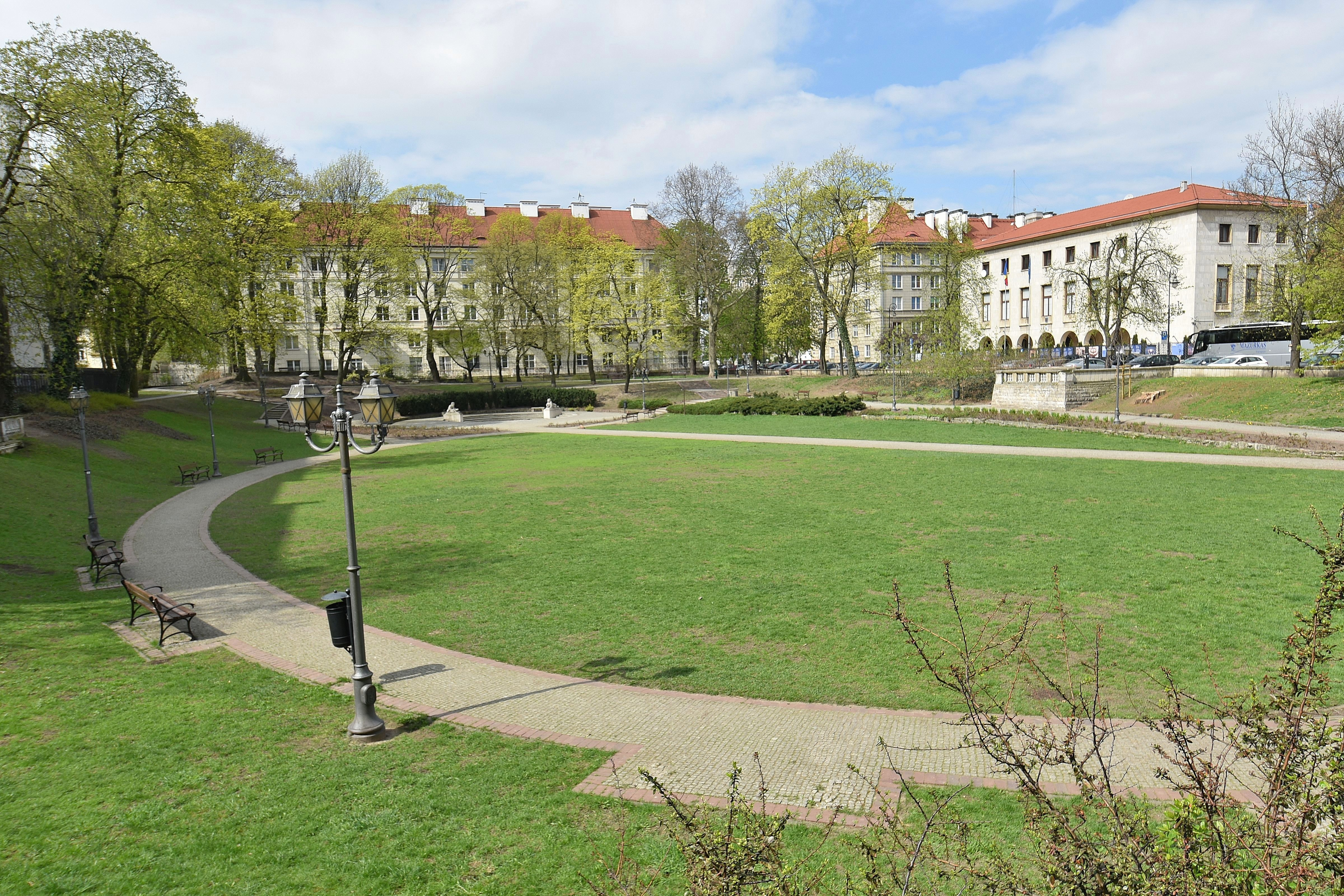
Dolina Szwajcarska współcześnie

Dolina Szwajcarska – warszawski ogród wypoczynkowo-rozrywkowy powstały w 1786, istniejący do powstania warszawskiego. Zajmował obszar od ulicy Pięknej do alei Róż, po przebitą w XIX wieku ulicę Fryderyka Chopina.
Po II wojnie światowej ocalał fragment ogródka oddzielony od Alei Ujazdowskich budynkiem Sądu Apelacyjnego.

## Historia
Dzieje Doliny Szwajcarskiej rozpoczęły się około 1768, kiedy była jeszcze częścią Ujazdowa, a Stanisław August ofiarował te tereny ojcom bazylianom – stawiając im warunek, by wybudowali kościół i konwikt dla młodzieży pochodzącej z Rusi. Dał też zezwolenie na odbywanie kwest. Dzięki dotacjom królewskim budowa ruszyła z dużym impetem, później jednak zabrakło pieniędzy i bazylianie urządzili tam składy drewna, wapna i innych materiałów budowlanych. Wkrótce rezygnowali z ofiarowanych im terenów, gdyż zgromadzone środki okazały się za małe, a Dolina znowu stała się częścią Ujazdowa.
7 października 1825 tereny te przejął w wieczystą dzierżawę kapitan saperów Wojska Polskiego Stanisław Śleszyński, który okazał się obrotnym przedsiębiorcą. Jak głosiła plotka, odkrył pozostawione przez bazylianów znacznych rozmiarów składowisko wapna, a fundusze otrzymane z jego sprzedaży przeznaczył na budowę pałacyku i ogrodu „fruktowego”. Do budowy przystąpił w 1826 wraz z żoną Gertrudą Emilią z Jakubowskich i Józefem Foxem. Projektantem piętrowego pałacyku z portykiem i kolumnadą był Antonio Corazzi. Działka zajmowała wówczas ok. 4,5 ha.
Dla publiczności ogród otworzono w 1827. Śleszyński urządził teren jako park publiczny z licznymi pawilonami kawiarnianymi w stylu „architektury szwajcarskiej”.
Badacze do dziś nie ustalili pochodzenia nazwy Doliny Szwajcarskiej, być może wzięła się ona od wzniesionych tu drewnianych altan w stylu szwajcarskim. Właściciel odnajmował je handlarzom piwa i cukrów oraz kiełbaśnikom. Z czasem ogród w dolinie ozdobiły starannie wytyczone ścieżki oraz klomby kwiatowe. Latem spacerowiczom przygrywała orkiestra. Jeżdżąc wcześniej po Europie, był też w Szwajcarii, gdzie wpadły mu w oko charakterystyczne altanki.
Charakterystyczne dla końca XVIII wieku i całego XIX wieku zainteresowanie pięknem natury i krajobrazu odzwierciedlało się w sposobie kształtowania założeń ogrodowych. Schemat ogrodu urządzonego w stylu krajobrazowym z licznymi pawilonami kawiarnianymi był powszechnie stosowany dla parków miejskich i uzdrowiskowych XIX wieku. Niemal każdy XIX-wieczny park posiadał ozdoby kwiatowe, układy alejowe, ogrody tematyczne (różanki, alpinaria, ogrody wodne), altany wypoczynkowe i koncertowe.
25 maja 1852 Śleszyński sprzedał Dolinę Szwajcarską po połowie dwóm małżeństwom: Dziechcińskim (część z nieruchomością) oraz Winnickim (część z ogrodem). Nowi właściciele rozpoczęli wielką rozbudowę ogrodu, budując w 1855 największy w ówczesnej Warszawie gmach koncertowy – Salon Wielkiej Alei według projektu I. Leona Esmanowskiego. Inauguracja nastąpiła 9 lub 11 października 1856. Koncert dała orkiestra Escherta. Zdaniem Stanisława Szenica i Józefa Chudka, autorów „Najstarszego Szlaku Warszawy”, artysta ten nie zdobył uznania publiczności i dlatego został wkrótce zastąpiony przez Leopolda Lewandowskiego i Kuhnego. Szczególną popularnością cieszył się Lewandowski, którego nazywano warszawskim Straussem i bez niego nie mógł się obejść żaden bal. W latach 1857–1879, według badacza dziejów muzyki warszawskiej Mieczysława Skarzyńskiego w warszawskim życiu muzycznym dominował wraz ze swą orkiestrą przybysz z Legnicy, Benjamin Bilse. Na jego koncerty przychodziły ogromne tłumy. W wielkim gmachu koncertowym dorównującym gmachom niektórych filharmonii europejskich odbywały się koncerty z udziałem Edwarda i Jana Straussów oraz Ignacego Paderewskiego i Tadeusza Sygietyńskiego.
W 1857 Artur i Pelagia Winniccy odsprzedali swoją część nieruchomości Karolinie z Wisnowskich Wedlowej, która w latach 60. XIX wieku sprzedała Dolinę Szwajcarską Beinowi. Po powstaniu styczniowym dolina została na drodze publicznej licytacji sprzedana kupcowi bławatnemu A. Włodkowskiemu, który w 1869 r. rozbudował Salon Wielkiej Alei zgodnie z projektem Ludwika Żychlińskiego i budowniczego Sztarka z Berlina. Przed budynkiem urządzono taras. Wnętrza ozdobiono pilastrami, lustrami i dekoracyjnymi stropami. Ozdobną posadzkę wykonała znana firma meblarska Simlerów. Wzniesiono sale jadalne i galerie. Całość uzyskała nieco eklektyczny charakter, z przewagą form renesansu i klasycyzmu. Nowo otwartą restaurację wydzierżawiono Aleksandrowi Jałoszyńskiemu, który urządzał tu zabawy taneczne i maskarady ogrodowe. Po remoncie budynku Włodkowski wynajmował go kolejno różnym restauratorom (m.in. A. Jałoszyński, Abl, Igiel, Wojakowski, Waśniewski).
W 1874 w części przy ul. Mokotowskiej otworzono Nową Szwajcarię (ogród zabaw dziecięcych). Pod koniec XIX wieku okolice Doliny Szwajcarskiej stały się bardzo atrakcyjnym terenem pod zabudowę. W 1877 powstała wykrojona z terenu parku Aleja Róż, a w 1890 ul. Szopena (obecnie: F. Chopina).
Ogromną popularnością cieszyły się w dolinie występy magików, jasnowidzów i połykaczy ognia. Przyjazdy publiczności ułatwiał dochodzący do doliny tramwaj konny uruchomiony w latach 80. XIX wieku (cena biletu do doliny wynosiła siedem kopiejek). Organizowano liczne konkursy i wystawy, m.in. I Samodzielną Wystawę Ogrodniczą w 1881.
Zimą Dolina Szwajcarska zmieniała się w najwytworniejszą ślizgawkę stolicy. W 1887 założono w dolinie ślizgawkę, która w ciągu jednego zaledwie sezonu stała się najpopularniejszym lodowiskiem Warszawy. Powstały tu także korty tenisowe i wrotkarnia, a jesienią zaczęto organizować targi owocowe i jarmarki „płodów ziemi” (dużą popularnością cieszyły się organizowane w Dolinie Szwajcarskiej korowody kwiatowe).
Popularność ogrodu spowodowała, że z czasem pawilony zostały zastąpione letnią salą koncertową (zamienioną później na kino), w której odbywały się różnego rodzaju sezonowe spektakle, wystawy i koncerty. W latach 80. XIX wieku wydzierżawił teren Niemiec Salomonsky (dyrektor Cyrku Letniego). W 1887 dzierżawę przejął Konstanty Kuziński, a od 1895 Warszawskie Towarzystwo Łyżwiarskie, które niezabudowany teren wydzierżawia Kożuchowskiemu celem rozszerzenia terenu spacerowego dla organizacji balów, zabaw ogrodowych, konkursów itp.
W końcu XIX wieku teren pomiędzy salonem a Al. Ujazdowskimi Warszawskie Towarzystwo Łyżwiarskie (WTŁ) odsprzedał M. Spokornemu, który zbudował w tym miejscu olbrzymią pięciokondygnacyjną kamienicę według projektu D. Landego.
W latach 1895–1898 WTŁ rozbudowało salon. Latem w Dolinie Szwajcarskiej koncertowały liczne orkiestry zarówno krajowe, jak i zagraniczne, odbywały się przedstawienia teatrzyku ogrodowego. W 1898 zgodę na prowadzenie teatru również po zakończeniu okresu letniego otrzymał dyrektor ogródkowego Teatru „Odeon” – Przybylski. Przedstawienia miały się odbywać początkowo w Dolinie Szwajcarskiej. Rok później po zakończeniu sezonu ogródkowego teatralna trupa komediowo-operetkowa L. Zimajerowej i M. Trapszy w październiku i listopadzie zagościła w Dolinie Szwajcarskiej.
U schyłku XIX stulecia założono w dolinie tak zwany Cyrk Letni (zimowym nazywano odtąd Cyrk Braci Staniewskich przy ulicy Ordynackiej), wycięto sporo drzew, zbudowano stajnie dla koni i baraki dla akrobatów. Dolina z muzycznego salonu Warszawy stawała się miejscem popularnej rozrywki. Muzyka z trudem wytrzymywała konkurencję.
W 1899 pionier polskiej kinematografii fotograf oraz filmowiec Bolesław Matuszewski zorganizował na zabawie tanecznej w Dolinie Szwajcarskiej jeden z pierwszych pokazów filmowych w Polsce prezentując „kinematograf ze scenami humorystycznymi”.
Już na początku XX wieku teren parku został w wyniku parcelacji znacznie okrojony i zabudowany. Przed II wojną światową granice ogródka były już niemal takie same jak dzisiaj. Sam teren ogródka był nawet jeszcze bardziej „uwięziony” wśród zabudowy, gdyż oprócz ogrodzenia w postaci muru z prześwitami, od strony wschodniej ograniczał go pokaźnych rozmiarów budynek z salą koncertową połączony z willą WTŁ mieszczącą się na rogu ul. F. Chopina i Al. Ujazdowskich.
Coraz bardziej uszczuplany teren nie sprzyjał rozwojowi tego miejsca; powstały jeszcze w XIX wieku pierwsze betonowe korty (w początkach XX wieku pokryte asfaltem), lecz powoli park przestał być miejscem sprzyjającym wysłuchaniu koncertów. Najpierw stał się terenem sportowym i wystawowym, później, w okresie międzywojennym był również miejscem manifestacji politycznych.
W czasie okupacji niemieckiej Dolina Szwajcarska nie była odwiedzana, m.in. ze względu na bliskie sąsiedztwo siedziby Gestapo w al. Szucha. W czasie powstania warszawskiego przebiegała tędy linia walk, w trakcie których dolina uległa kompletnemu zniszczeniu. Wojna ostatecznie zniszczyła to, co pozostało po wcześniejszej parcelacji parku (pozostaje ok. 1/6 powierzchni z początkowej własności Śleszyńskiego). Co prawda pałacyk Śleszyńskich przetrwał jako jeden z nielicznych budynków Warszawy, jednak teren ten, zamieniony na dzielnicę ambasad, już nigdy nie odzyskał swej pozycji salonu muzyczno-kulturalnego. Przyczyną takiego stanu rzeczy mogła być niewielka powierzchnia, a także brak wydarzeń kulturalnych (zabrakło teatrzyku ogródkowego, koncertów, maskarad i fajerwerków) – w większości zamkniętych w salach teatrów, oper, domów kultury lub przeniesionych do powstających wówczas „parków ludowych”.
Na początku lat 50. XX w. na części terenu, na którym znajdowała się Dolina Szwajcarska, wzniesiono budynek Komitetu Warszawskiego PZPR. Przed budynkiem urządzono parking. Pozostałością po dolinie jest miniaturowy ogródek z tarasami i fontanną zaprojektowany w 1951 przez architektów Zygmunta Stępińskiego i J. Dworakowską. Socrealistyczne rzeźby wykonane zostały przez R. Łukianowa.
O kształcie Doliny Szwajcarskiej zadecydował brak woli odbudowania jej w dawnym kształcie. Dla mieszkańców przewidziano inne miejsca zabaw, takie jak Centralny Park Kultury czy Rynek Mariensztacki.
W latach 1998–2004 przez siedem letnich sezonów Andrzej Tadeusz Kijowski nawiązywał do XIX-wiecznej tradycji próbując osadzić tam Konkurs Teatrów Ogródkowych. W 2005 przeniesiony został jednak do Ogrodów Frascati w Warszawie.
W miejscu sali koncertowej biegnie uliczka Sieroszewskiego (łącząca ul. F. Chopina z aleją Róż). Znajduje się tam również parking dla samochodów. 11 czerwca 2005 roku odsłonięto pomnik Stefana Roweckiego „Grota”, a 8 listopada 2016 pomnik Henryka Sławika i Józsefa Antalla.
W 2012 roku park Dolina Szwajcarska został ujęty w gminnej ewidencji zabytków.